# Савез радио-аматера Србије
Савез радио-аматера Србије ( СРС ) (на енглеском, Amateur Radio Union of Serbia ) је национална непрофитна организација за радио-аматере у Србији . Кључне бенефиције чланства СРС-а укључују спонзорство награда за рад радио-аматера и радио такмичења, као и КСЛ биро за оне чланове који редовно комуницирају са радио-аматерима у другим земљама. СРС заступа интересе српских радио-аматера пред националним, европским и међународним регулаторним органима за телекомуникације. СРС је национално друштво које представља Србију у Међународној унији радио-аматера .
Списак чланова СРС-а, са њиховим објављеним подацима као што су КТХ локатор, фотографија и сл., можете погледати у YU Callbook- Архивирано на веб-сајту  (18. мај 2015) у.